# 林正寿
林 正寿（はやし まさひさ、1942年〈昭和17年〉3月28日 - ）は、日本の経済学者。早稲田大学名誉教授、平和政策研究所代表理事。専門は財政学、地方財政・アメリカの財政政策の研究を行う。

## 来歴
千葉県出身。千葉県立千葉第一高等学校（現：千葉県立千葉高等学校）を経て、1966年国際基督教大学卒業、1968年一橋大学大学院経済学研究科修士課程修了、1978年一橋大学大学院経済学研究科博士課程単位取得満期退学。指導教官は木村元一。
一橋大学経済学部助手（特別研究員）、横浜市立大学教授を経て、1996年横浜市立大学商学部長・大学院経済学研究科長、1999年早稲田大学社会科学部教授、2004年早稲田大学社会科学総合学術院教授、2006年ヘルシンキ大学客員教授。日本財政学会常任理事等も務める。
2020年、瑞宝中綬章受章。

## 人物
- 2015年6月、世界平和統一家庭連合（旧統一教会）の関連団体「平和大使協議会」[5]の付設研究機関である「平和政策研究所」が一般社団法人に移行[1]。林は同法人の代表理事に就任した[1]。
- 2015年11月24日から12月3日にかけて、統一教会の創始者の文鮮明が創設した韓国少女民族舞踊団「リトルエンジェルス芸術団」が東京、神戸、広島、福岡の4か所で公演を行った[6]。そのあいだの11月25日、千葉県浦安市の会場で、リトルエンジェルスと北朝鮮の芸術団体「金剛山歌劇団」との交流会が開かれた。林は交流会の実行委員会副委員長を務めた。交流会では梶栗正義が司会を務め、元統一教会日本教会会長の大塚克己[7]が開会の挨拶をした。林は主催者として挨拶をし、朝鮮半島の平和的統一が絶対に必要であると訴えた[8][9]。
- 2016年、実践倫理宏正会の会報「倫風」5月号に「『個人』より『家庭』を大切にする社会へ」と題する論説を寄稿。「戦後、アメリカから個人主義が入ってくると、自由な生き方に魅力を感じた多くの若者は『家』を捨てた」「家庭の理想は三世代同居」「家に祖父母がいれば、子供は祖父母の愛情をたっぷりと受けられる」と述べ、『家庭』の意義を強調した[10]。

## 著書
- 『法人所得課税論』同文館出版, 1991.4
- 『地方財政論』ぎょうせい 1999.4
- 『アメリカの税財政政策』税務経理協会, 2007.6
- 『租税論』有斐閣, 2008.9